# Bezirksamt Boxberg

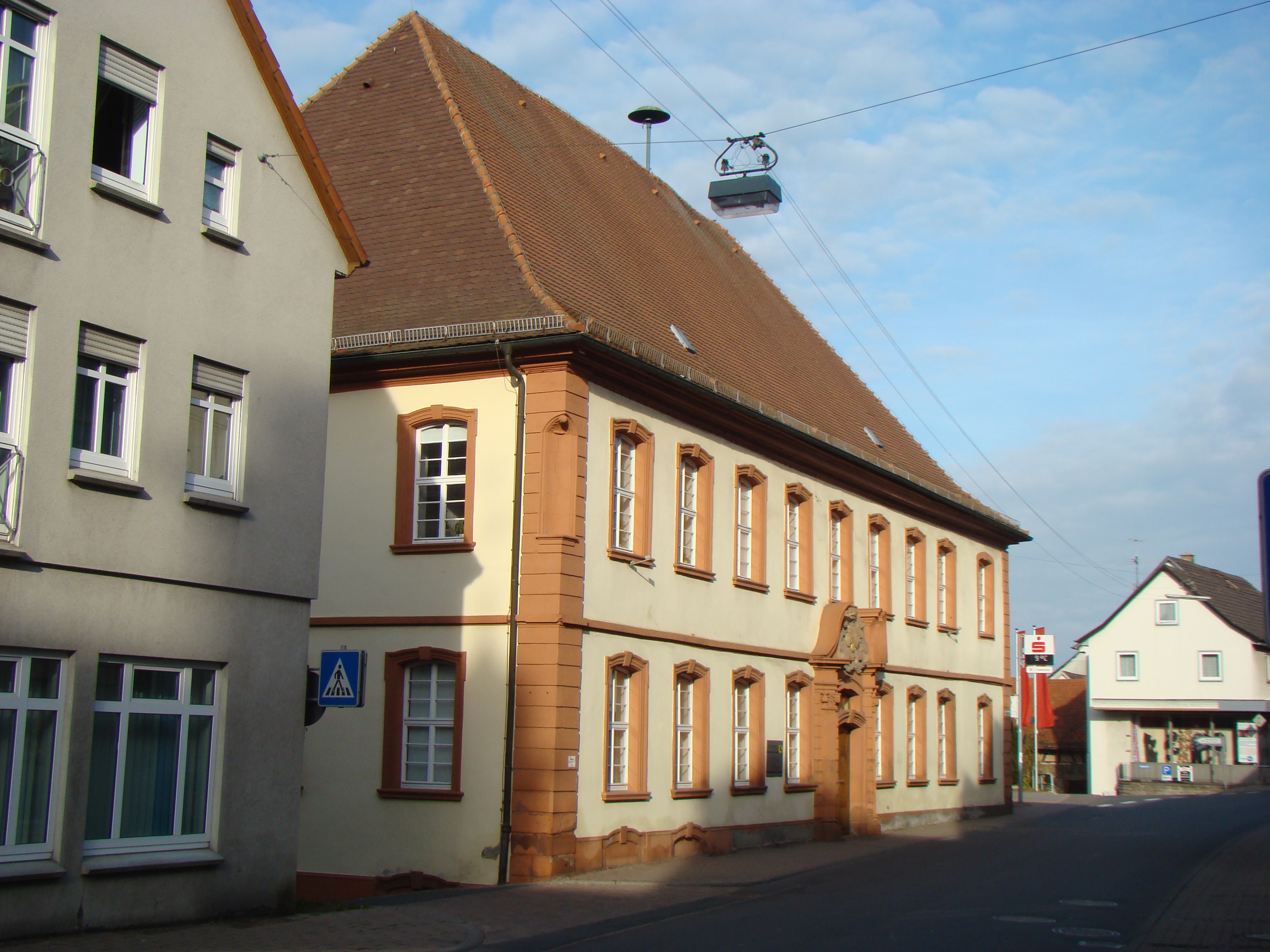
Ehemaliger Sitz des Bezirksamts Boxberg in der Kurpfalzstraße 29, zuvor Kurpfälzisches Amtshaus, heute Rathaus

Das Bezirksamt Boxberg war von 1813 bis 1857, 1864 bis 1872 und 1898 bis 1924 ein Verwaltungsbezirk in Baden. Die badischen Bezirksämter waren in ihrer Funktion und Größe vergleichbar mit einem Landkreis.

## Geschichte

### Bezirksamt Boxberg
Das Bezirksamt Boxberg wurde 1813 gegründet und umfasste 21 Gemeinden: Boxberg, Angelthürn (heute: Angeltürn), Beckstein, Berolzheim, Bobstadt, Dainbach, Epplingen, Heckfeld, Königshofen, Kupprichhausen, Lengenrieden, Oberschüpf, Sachsenflur, Schillingstadt, Schwabhausen, Schweigern, Seehof, Uiffingen, Unterschüpf, Windischbuch und Wölchingen.
Im gleichen Jahr entstanden auch die umliegenden Ämter bzw. Bezirksämter Gerlachsheim, Tauberbischofsheim und Wertheim. Der Sitz des Bezirksamts war in Boxberg, das heute zum Main-Tauber-Kreis gehört. Mit Unterbrechungen bestand das Bezirksamt Boxberg von 1813 (als Amt Boxberg) bis 1857 (als es aufgehoben wurde), von 1864 (als das Bezirksamt Boxberg durch Verlegung des Amtssitzes Krautheim nach Boxberg entstand) bis 1872 (als es aufgehoben und seine Gemeinden dem Bezirksamt Tauberbischofsheim angegliedert wurden) und von 1898 (wieder errichtet) bis 1924 (wieder aufgehoben), als es endgültig aufgelöst und sein Gebiet auf die  Bezirksämter Adelsheim und Tauberbischofsheim aufgeteilt wurde.

### Oberamtmänner und Landräte des Bezirksamtes
Die Oberamtmänner bzw. Landräte des Bezirksamtes Boxberg (1813 bis 1857, 1864 bis 1872 und 1898 bis 1924):
- 1814–1827: Anton Ortallo
- 1827–1833: Leopold Haefelin
- 1834–1837: Karl Kuenzer
- 1837–1840: Karl Ernst Hotz
- 1840–1841: Karl Josef Lederle
- 1841–1843: Fidel Kuen
- 1843–1848: Franz Carl Kirchgeßner
- 1848–1850: Philipp Fischer
- 1850–1857: Joseph Steinwarz
- 1864–1868: Philipp Jacob Neff
- 1868–1872: Adolf Ostner
- 1898–1902: Eugen Dillmann
- 1902–1905: Adolf Bauer
- 1906–1907: Leopold Gräser
- 1908–1910: Friedrich Schmitt
- 1910–1912: Heinrich May
- 1912–1918: Paul Schwoerer
- 1918–1919: Julius Döpfner
- 1919–1922: Gustav Wöhrle
- 1922–1924: Joseph Rozzoli